# Şağlakücə
Şağlakücə è un comune dell'Azerbaigian situato nel distretto di Lənkəran.